# Декрети
„Декрети” је југословенски ТВ филм из 1980. године. Режирао га је Даниел Марушић а сценарио су написали Шандор Ксавер Ђалски и Даниел Марушић.

## Улоге
| Глумац          | Улога |
| --------------- | ----- |
| Карло Булић     |       |
| Златко Црнковић |       |
| Вања Драх       |       |
| Ервина Драгман  |       |
| Мато Ерговић    |       |
| Златко Витез    |       |